# آيت حمو ايدير الحوض (آيت عبد الله)
آيت حمو ايدير الحوض هو دُوَّار يقع بجماعة آيت سبع لجروف، إقليم صفرو، جهة فاس مكناس في المملكة المغربية. ينتمي الدوّار لمشيخة آيت عبد الله التي تضم 4 دواوير. يقدر عدد سكانه بـ 746 نسمة حسب الإحصاء الرسمي للسكان والسكنى لسنة 2004.

## وصلات خارجية
- البوابة الوطنية للجماعات الترابية
- المندوبية السامية للتخطيط